# Pennsylvania Turnpike

Karta över Pennsylvania Turnpike

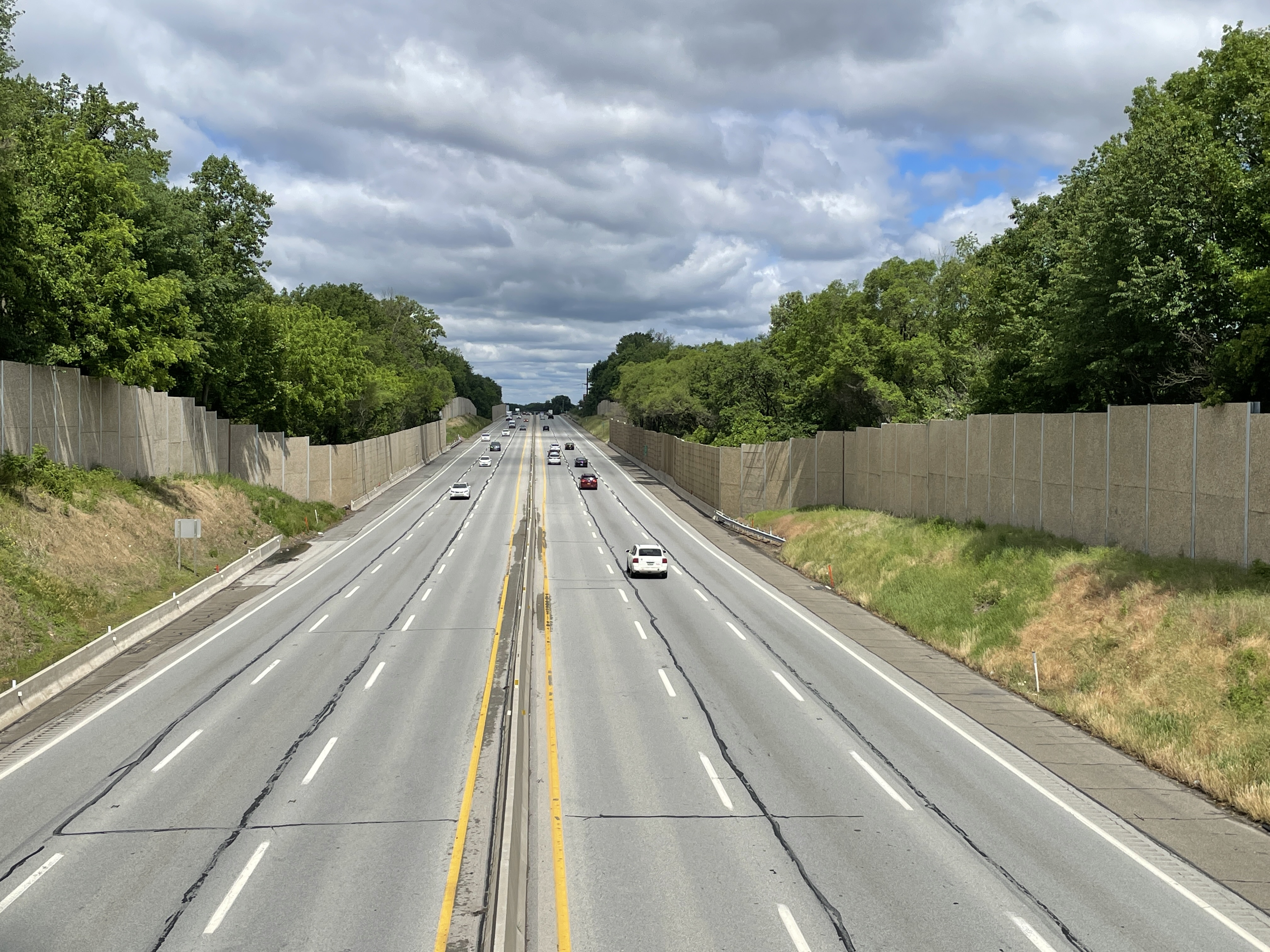
Pennsylvania Turnpike i Upper Southampton-trakten.

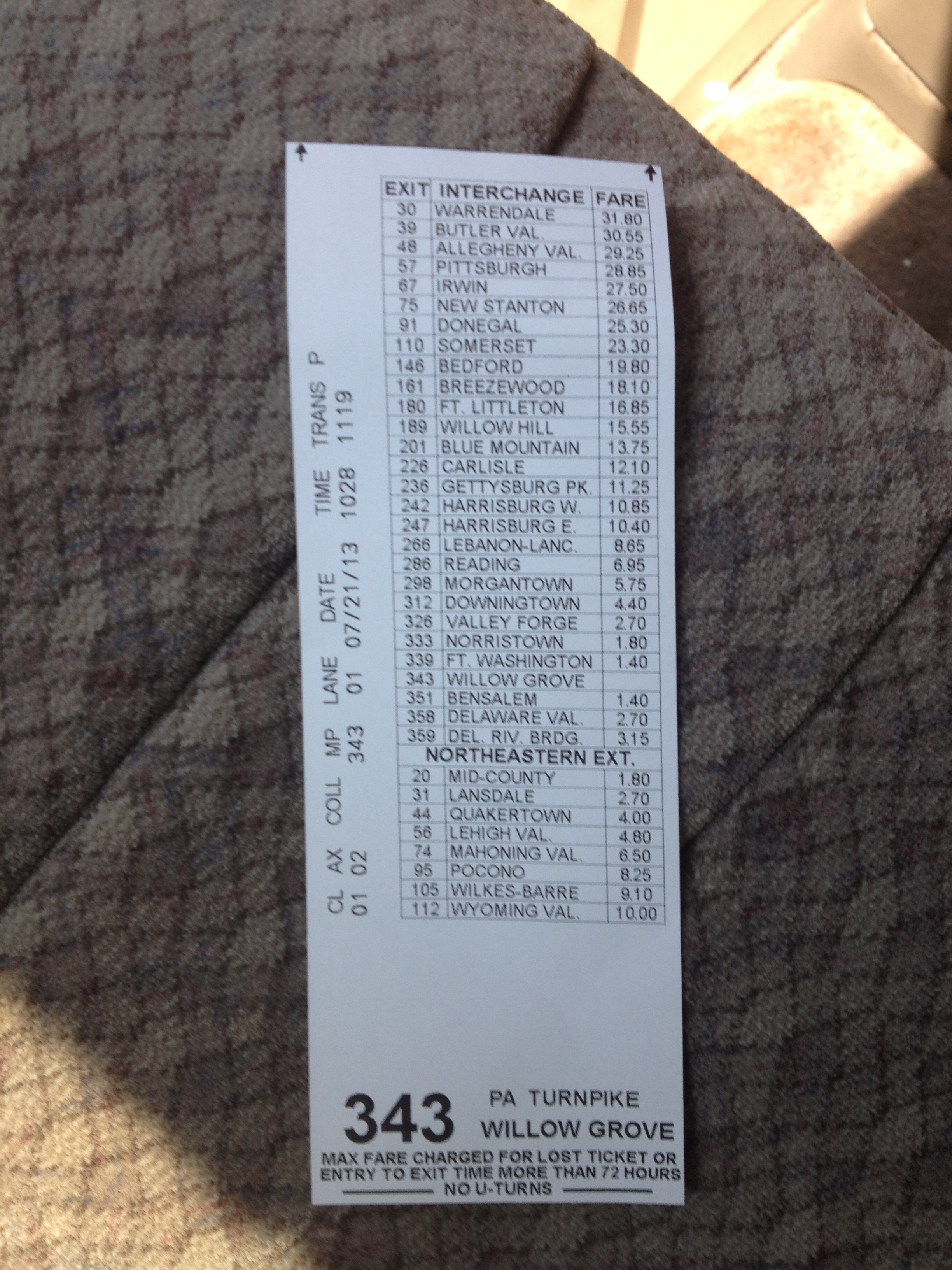
Biljett från Pennsylvania Turnpike.

Pennsylvania Turnpike är en motorväg i Pennsylvania, USA och går mellan gränserna till Ohio och New Jersey tvärs över Pennsylvania. Den är 578 km lång och avgiftsbelagd. Den ansluter till New Jersey Turnpike.